# Servilius Nonianus
Marcus Servilius Nonianus est un orateur et historien latin mort en 59, sous Néron. Son œuvre est entièrement perdue.

## Biographie
Sa vie est très imparfaitement connue. Son père Marcus Servilius avait été  consul en l'an 3. Lui-même fut consul en 35, sous Tibère. Il est mort en 59, sous Néron ; Tacite commente cet événement dans les Annales en rappelant la distinction de sa vie. Son épouse s'appelait Considia. Leur fille Servilia Considia fut mariée au sénateur Quintus Marcius Barea Soranus (consul suffect en 51).
Servilius Nonianus a écrit une Histoire romaine disparue, et dont le titre n'est pas connu. Selon Tacite et Quintilien, elle était considérée par les contemporains comme une œuvre importante et appartenait à l'historiographie sénatoriale. Quintilien mentionne aussi qu'il en faisait des lectures publiques. (Claude aurait assisté à la fin de l'une d'elles, selon une lettre de Pline le Jeune). Tacite l'a probablement utilisé comme source pour la partie des Annales portant sur les débuts du principat, en même temps que les Histoires d'Aufidius Bassus. La période exacte couverte par l'Histoire de Servilius Nonianus n'est pas connue, mais elle couvre très probablement au moins le règne de Tibère.